# Graupel
Graupel é a precipitação de neve que cai na forma de pequenas esferoides de gelo.

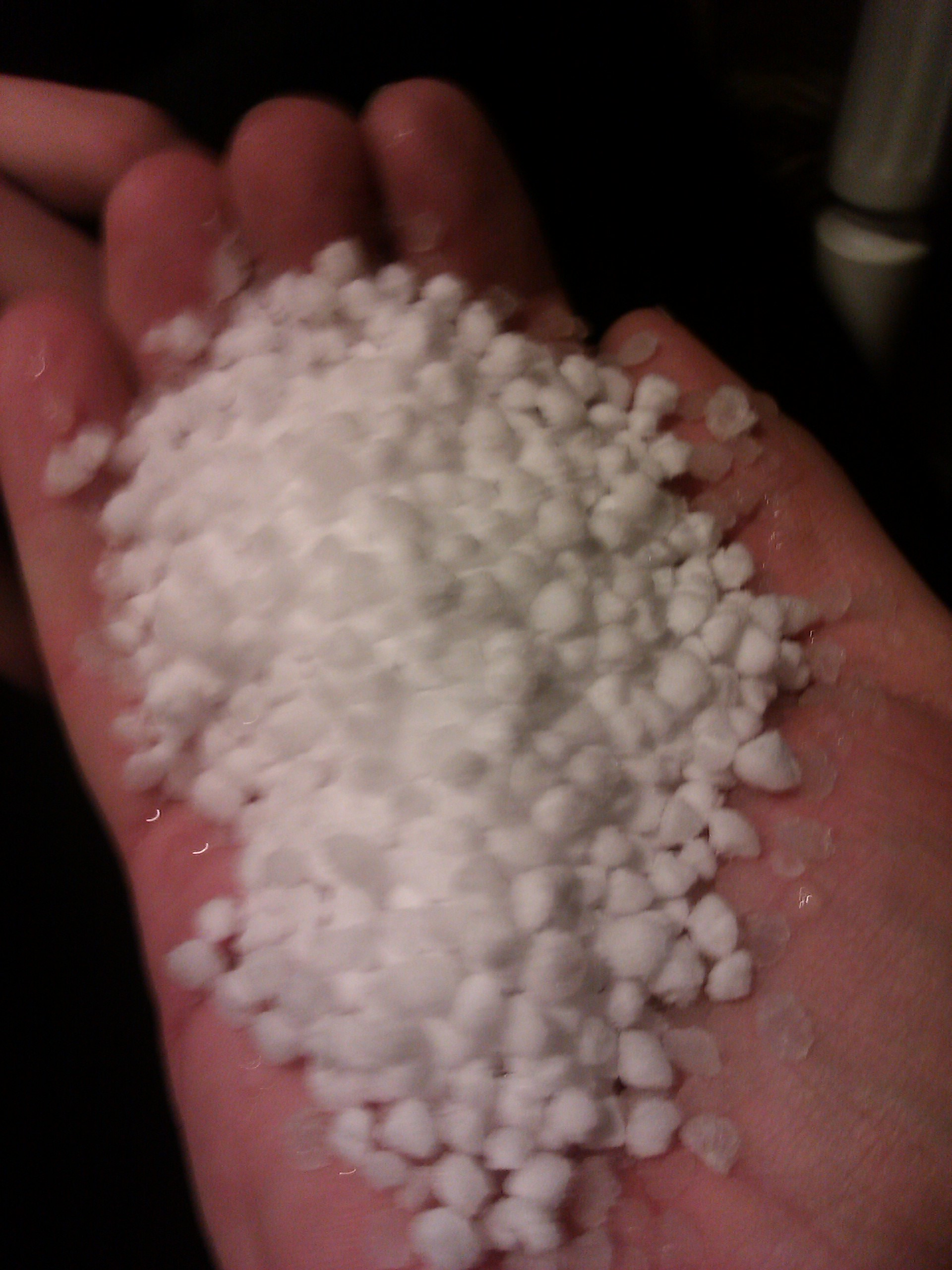
Mão cheia de bolotas de graupel

## Formação
Assim como a neve comum, o graupel ocorre em dias muito frios e úmidos. Sua formação tem origem a partir  de flocos de neve formados em nuvens elevadas que, durante a sua queda, passam por camadas de nuvens contendo água supergelada, o que faz com que diversos flocos se unam, formando pequenas bolas de gelo muito similares ao granizo. Contudo, ao contrário do granizo, o graupel é composto de pelotas de gelo menores, mais leves e mais macias, além de se formar, exclusivamente, em dias com temperaturas próximas ou inferiores a 0 °C.